# Мішалов Володимир Дем'янович
Мішалов Володимир Дем'янович — український медик, педагог, професор. Завідувач кафедри судової медицини НМАПО імені П. Л. Шупика. Головний редактор фахового журналу «Судово-медична експертиза».

### Біографічні відомості
Народився у м. Нікополі Дніпропетровської області. Батько і мати — фельдшери станції швидкої медичної допомоги. Мати — учасник бойових дій у німецько-радянській війні 1943—1945 р.р.
1976 р. - закінчив середню школу.
1976—1982 рр. вчився на лікувальному факультеті Дніпропетровського медичного інституту.
1982—1999 рр. працював викладачем, доцентом кафедри анатомії людини Дніпропетровської державної медичної академії.
З 1986 р. — кандидат медичних наук.
З 1994 р. — доктор медичних наук.
У 1999 р. пройшов цикл спеціалізації за фахом «судово-медична експертиза» у Харківській медичній академії післядипломної освіти.
У 2002 р. отримав вчене звання професора з судової медицини.
З 2000 і по 2005 р. — професор, завідувач кафедри судової медицини Дніпропетровської державної медичної академії.
З 2005 р. — на посаді професора, з 2006 р. і до тепер — завідувач кафедри судової медицини НМАПО імені П. Л. Шупика.
Виконує громадську роботу: — голова проблемної комісії МОЗ і НАМН України з фаху «Патологічна анатомія. Судова медицина»; — член Вченої медичної ради МОЗ і НАМН України; — член Центральної атестаційної комісії МОЗ України з судово-медичної експертизи; — заступник голови Асоціації судових медиків України; — заступник голови спеціалізованої вченої ради Д 26.613.03. по захисту дисертацій за спеціальностями 14.01.20 — шкірні та венеричні хвороби, 14.01.25 — судова медицина, 14.01.39 — клінічна та лабораторна діагностика.

### Освіта
1982 р. — закінчив Дніпропетровський медичний інститут за спеціальністю «лікувальна справа».
1982 році закінчив патентний інститут при Дніпропетровському університеті.

### Захист дисертаційних робіт
1986 р. Дисертація на здобуття наукового ступеня кандидата медичних наук на тему: «Морфо-функціональні особливості будови і кровопостачання міокарда серця людини в онтогенезі». 14.00.02 — анатомія людини. Науковий керівник: д.мед.н, проф. В. Д. Маковецький.
1994 р. Дисертація на здобуття наукового ступеня доктора медичних наук на тему: «Закономірності формоутворення структурно-функціональних комплексів шлуночків серця людини в онтогенезі». 14.00.02 — анатомія людини. Наукові консультанти: д.мед.н, професори В. О. Козлов і В. М. Коваленко.

### Лікувальна і наукова діяльність
Виконує експертно-консультативну роботу в ДУ «Головне бюро судово-медичної експертизи МОЗ України» на підставі угоди про співпрацю. Має вищу категорію з судово-медичної експертизи.
Є автором більше 180 наукових і навчально-методичних праць, серед них — 80 публікацій у вітчизняних і зарубіжних наукових фахових і наукометричних виданнях, 2 монографії, один підручник, 9 навчальних посібників, виданих з грифом МОЗ і МОН України, 11 методичних рекомендацій, затверджених МОЗ України.
Індекс Хірша — 5.
Сфера наукових інтересів: «Вогнепальна травма: морфологічні та медико-криміналістичні особливості ушкоджень і критерії їх утворення».

### Учні
Під керівництвом В. Д. Мішалова виконано і захищено 17 дисертацій на здобуття наукового ступеня кандидата (14) і доктора медичних наук (3).

## Публікації

### Патенти
Авторські свідоцтва на винаходи:
1. Способ оценки сократимости миокарда. Авторское свидетельство № 1232213 СССР, МПК А61В5/04 — № 4617237; заявлено 06.09.88; опубликовано 15.04.91, Бюл. № 14. — 2 с.
2. Устройство для жидкостной десквамации клеток тканей трубчатых органов. Авторское свидетельство № 1779331 СССР, МПК А61В10/00 № 4886232; заявлено 29.11.90; опубликовано 07.12.92, Бюл. № 45. — 2 с.
3. Способ моделирования гипотонии. Авторское свидетель¬ство № 1642505 СССР, МПК G09В23/28 № 4617237; заявлено 06.09.88; опубликовано 15.04.91, Бюл. № 14. — 2 с.
4. Способ определения давности наступления смерти. Авторское свидетельство № 1827159 СССР, МПК А61В5/00 № 4826221; заявлено 16.03.90; опубликовано 15.07.93, Бюл. № 26. — 2 с.
5. Спосіб визначення енергетичного метаболізму міокарда. Держпатент України. Патент 22444 А, МКИ А61В 10/00, G01N 33/48.заявлений 28.11.95; опублікований 03.03.98. Бюл. № 19.
6. Спосіб визначення біофізичних властивостей біологічних тканин і пристрій для його здійснення. Держпатент України. № 40485 А, МПК7 G01N 33/567, G01N 27/02, заявлено 12.03.2000, опубліковано 16.07.2001. — Бюл. № 6
7. Спосіб судово-медичної ідентифікації пороху. Декларац. патент на винахід України. № 62823 МПК7 А 61В5/00, заявлено 23.06.2003, опубліковано 15.12.2003 Бюл.№ 12
8. Спосіб визначення давності настання смерті шляхом дослідження біофізичних властивостей тканини трупа. Деклараційний патент Україн8и № 14411 МПК7 А 61В5/00, заявлено 17.11.2005, опубліковано 15.05.2006 Бюл. № 5.
9. Спосіб визначення давності утворення ушкодження шляхом дослідження біофізичних властивостей внутрішніх органів трупа. Деклараційний патент України № 14413 МПК7 А 61В5/00, заявлено 17.11.2005, опубліковано 15.05.2006 Бюл. № 5.
10. Спосіб диференційної діагностики смерті внаслідок гострої ішемічної хвороби серця та атеросклеротичної серцево-судинної хвороби серця шляхом дослідження біофізичних властивостей тканини трупа. Патент на корисну модель України № 18883 МПК7 А 61В5/00, заявлено 15.06. 2006, опубліковано 15.11.2006 р. Бюл. № 5.
11. Спосіб визначення відстані пострілу зі спецзасобів несмертельної дії шляхом дослідження біофізичних властивостей тканини трупа Патент на корисну модель України № 18881 МПК7 А 61В5/00, заявлено 15.06. 2006, опубліковано 15.11.2006 р. Бюл. № 11
12. Спосіб визначення патологічних змін біологічних тканин. Патент на корисну модель України № 26357 u МПК А61К 49/00, G01 33/00, заявлено 18.06. 2007, опубліковано 2007. — Бюл. № 14
13. Спосіб комплексної експертної оцінки якості стоматологічних втручань шляхом контрастного контурування цифрових ортопантомограм за Костенком. Патент UA № 86490. — 2013. — Бюлетень № 24. — 2 с.
14. Спосіб експертної оцінки рівня атрофії коміркової частини нижньої щелепи на цифрових ортопантомограмах за Костенком. Патент UA № 86491. — 2013. — Бюлетень № 24. — 2 с.
15. Спосіб ідентифікації осіб шляхом порівняння інтенсивності зображення цифрових ортопантомограм за Костенком. Патент UA № 86492. — 2013. — Бюлетень № 24. — 2 с.

### Перелік ключових публікацій
- Мішалов В. Д. Нові можливості лабораторної діагностики продуктів пострілу шляхом проведення мікрорент-генфлуоресцентного спектрального елементного аналізу / В. Д. Мішалов, О. В. Михайленко // Морфологія. — 2016. — Т.10. — № 3. — С. 373—376.
- Мішалов В. Д. Судово-медична оцінка конструктивних особливостей патронів «Флобер», споряджених 4 мм кулями, та виробів для реалізації пострілів ними / Мішалов В. Д., Зозуля В. М., Михайленко О. В. // Судово-медична експертиза. — 2011. — № 3. — с. 25-30.
- Мішалов В. Д. Експертний аналіз випадків вбивств із застосуванням гострих предметів як основа кримінальної характеристики злочину / Мішалов В. Д., Зосіменко В. В. // Одеса, Інтегративна антропологія. — 2014. — № 2. — С. 56-62.
- Мішалов В. Д. Оптимізація роботи судово-медичних експертів в умовах масової загибелі людей, пов'язаної з бойовими діями в зоні АТО / Мішалов В. Д., Кісь А. В., Войченко В. В. // Судово-медична експертиза. — 2014. — № 2. — С. 4-8.
- Mischalov V. Experimental approbation of dental identification methods proposed by Association of Forensic Dentistry of Ukraine in complex forensic examination / Mischalov V., Kostenko Ye. Ya., Goncharuk-Khomyn M. Yu. // Medicina Legala.- 2014. — № 2 (24) — Р. 39-40.
- Мішалов В. Д. Принципи функціонування системи DVI INTERPOL та спеціалізованого програмного забезпечення у розрізі міжнародної співпраці та післядипломної освіти спеціалістів стосовно ідентифікації осіб / Мішалов В. Д., Костенко Є. Я., Войченко В. В. // Судово-медична експертиза. — 2015. — № 2.–С. 14-18.
- Мішалов В. Д. Судово-медична експертиза ортодоксальних причинно-наслідкових зв'язків в аспектах системного підходу / Мішалов В. Д. // Судово-медична експертиза. — 2015. — № 2. — С. 3-10[7]
- Мишалов В. Д. Логико-философское исследование судебно-медицинских закономерных свіязей / Мишалов В. Д. // Судово-медична експертиза. — 2015. — № 2. — С. 11-14.
- Мішалов В. Д. Відповідність властивостей довгої трубчастої кістки, що створена із композитних матеріалів, вимогам моделювання різних механічних ушкоджень кісток людини / Мішалов В. Д. // Збірник наукових праць співробітників НМАПО імені П. Л. Шупика. — Київ. –2015. — Вип. 25. — Кн.1. — С. 413—419.
- Mishalov V. Experience of medicolegal experts andoptimization of organizational actions for actions in the conditions of the mass deaths persons resultingof military operations/ Mishalov V. // Матер. міжнародної наук.-практ. конф. «Сучасні досягнення судово-медичної науки і експертизи». — Ужгород. — 30 квітня-02 травня 2015.